# Bitva o Nanking (1856)
Bitva o Nanking se odehrála v roce 1856 během povstání tchaj-pchingů mezi Nebeskou říší velkého míru a oddíly armády zelené zástavy hájící čchingskou říši, které čítaly zhruba 80 000 vojáků. Milice Nebeské říše čítaly skoro 6× více vojáků. Město se podařilo ubránit a po sérii ústupů začali tchaj-pchingové opět vítězit.

## Průběh
V červnu 1856 se podařilo Siang Žungovi, který velel 10 000 mužů čchingské armády zelené zástavy, obklíčit Nanking, hlavní město Nebeské říše velkého míru. Poté se čchingské armádě dostalo ještě posil čítajících asi dalších 70 000 mužů. Milice ve městě měly okolo 460 000 mužů. Dne 1. června 1856 se čchingské síly snažily obsadit Nanking, ale ten útokům velice dobře odolával. Milice poté bez přestávky útočila na čchingské bojovníky. Během července a srpna ztratili obléhatelé kolem 46 000 vojáků a museli se stáhnout. Zelená armáda ustupovala a milice útočila v jejích stopách. Po dlouhé sérii ústupů Nebeské říše velkého míru opět začala nabírat nové síly a nová území. 9. srpna 1856 Siang Žung spáchal sebevraždu oběšením, ačkoli jiní prohlašovali, že požil smrtelnou dávku opia kvůli bolestem ze svých zranění.